# ديفيد بارك (مهندس)
ديفيد بارك (بالإنجليزية: David Park) هو مهندس وعالم حاسوب بريطاني، ولد في 1935، وتوفي في 29 سبتمبر 1990.